# Ropica yapana
Ropica yapana là một loài bọ cánh cứng trong họ Cerambycidae.